# SINSKE
SINSKE（しんすけ、8月20日生）は、日本のマリンバ奏者、作曲家。東京都出身。2024年、「石原慎之助」と改名

## 来歴・受賞歴
桐朋学園大学音楽学部打楽器科を卒業後、単身留学しブリュッセル王立音楽院およびアントワープ音楽院の打楽器科を首席で卒業。
ヤマハはSINSKEのために世界で一台の「EMP（Electric Mallet Percussion）」、MIDIマリンバを開発した。
2003年に日本に帰国。アルバム『インフィニティ』でメジャー・デビュー。
デビュー10周年となる2013年には日本舞踊協会新作公演「創国紀」（国立劇場）の音楽・演奏を手掛ける。
2015年　宮尾俊太郎,大貫勇輔,尾上菊之丞,藤原道山と共に舞台『Clementia』に参加。
2016年4月より、ソニーモバイルコミュニケーションズが発売するスマートフォン・タブレット「Xperia」のWEB CMに出演。
2017年4月より2018年3月まで、インターネットラジオ局OTTAVAの番組『OTTAVA Classical Lovers』に出演した。

## 受賞歴
ドイツ・シュトゥットガルトにて行われた第2回世界マリンバコンクールにて第2位。
ベルギー・トヌゥート音楽コンクールにてマリンバ奏者として初めて優勝。
オランダ・トロンプコンクールにて第3位。

## ディスコグラフィー

### ソロアルバム
- 『インフィニティ』（2003年）SMEJ
- 『セルフ・エクスポーザー』（2005年）SMEJ
- 『ザッツ・マリンバ!』（2006年）SMEJ
- 『記憶の扉』（2008年）SMEJ
- 『Sound Tracks From Dance Galaxy』（2010年）SMEJ
- 『Flower for U』（2012年）MUNIQUE Records
- 『BIRD TWEET U』（2012年）MUNIQUE Records
- 『WIND WITH U』（2013年）MUNIQUE Records
- 『Moon De+light U』（2013年）MUNIQUE Records
- 『Smile＊Classics』（2014年）MUNIQUE Records
- 『MUSIC＊TRAVELERS』（2015年）MUNIQUE Records
- 『CLASSICAL＊LOVERS LIVE TRACKS VOL.1』（2017年）MUNIQUE Records
- 『CLASSICAL＊LOVERS LIVE TRACKS VOL.2』（2018年）MUNIQUE Records
- 『Prays Ave Maria』（2018年）キングレコード

### 藤原道山×SINSKE
- 藤原道山×SINSKE　Fifth anniverSary iiiii（2016年）ホリプロ

#### 藤原道山×SINSKE ツアーアルバム
- BOLERO（2012年）
- 風神雷神（2013年）
- OPERA（2014年）
- 星月夜（2015年）
- FIVE （2016年）
- 四季-春夏秋冬-（2017年）
- 花-FlowerS（2018年）
- 和 ★SHOWA★（2019年）
- Classic!（2020年）
- 十年十色（2021年）

### 映像
- 藤原道山 15th Anniversary コンサート　Blu-ray+CD（2016年）
- Clementia（2016年）ホリプロ